# لا غوانتشا
بلدية لا غوانتشا (بالإسبانية: La Guancha) هي بلدية تقع في مقاطعة سانتا كروث دي تينيريفه التابعة لمنطقة جزر الكناري جنوب غرب إسبانيا.

## الديموغرافيا
بلغ عدد سكان بلدية لا غوانتشا 5.455 نسمة عام 2011 (وفقاً للمعهد الوطني للإحصاء الإسباني).
| 5.232 | 5.244 | 5.294 | 5.388 | 5.379 | 5.487 | 5.455 |